# Variimorda villosa
Variimorda villosa es una especie de coleóptero de la familia Mordellidae.

## Distribución geográfica
Habita en Europa, Siberia y en Irán.